# Szojuz–22
A Szojuz–22 (oroszul: Союз–22) a szovjet Szojuz 7K–TM űrhajó repülése.

## Küldetés
A Szojuz–22 repülése jelentősen eltért a korábbiaktól. Az űrrepüléshez használt Szojuz 7K–TM típusú űrhajót eredetileg a Szojuz–Apollo-programhoz készítették tartalék űrhajónak. Napelemtáblákkal volt felszerelve. Nem rendelkezett dokkolóberendezéssel, helyére kamerák voltak szerelve.

## Jellemzői
Központi tervező iroda CKBEM <= Центральное конструкторское бюро экспериментального машиностроения (ЦКБЕМ)> (OKB-1 <= ОКБ-1>, most OAO RKK Energiya im. SP Korolev <= ОАО РКК Энергия им. С. П. Королёва> – Központi Kísérleti Gépgyártási Tervezőiroda). Az űrhajót kis átalakítással emberes programra, teherszállításra és mentésre (leszállásra) tervezték.
1976. szeptember 15-én a Bajkonuri űrrepülőtér indítóállomásról egy Szojuz hordozórakéta (11А511U) juttatta Föld körüli, közeli körpályára. Az orbitális egység pályája 89.3 perces, 64.8 fokos hajlásszögű, elliptikus pálya-perigeuma 185 kilométer, apogeuma 296 kilométer volt. Hasznos tömege 6510 kilogramm. Akkumulátorait az űrállomás napelemei által tartották üzemi szinten. Összesen 7 napot, 21 órát, 52 percet és 17 másodpercet töltött a világűrben. Összesen 127 alkalommal kerülte meg a Földet.
A szolgálati ideje alatt kipróbálták a szovjet-NDK fejlesztésű MKF-6 spektrozonális fotokamerát. A dokkoló szerkezet helyére helyezték a műszerrekesz modult. A kamera segítségével a Szovjetunió és az NDK területét, a Holdat, a légkört valamint a szürkületi horizontot rendszeresen fotózták. Az előírt napirendi programok között szerepeltek navigációs, csillagászati, műszaki, légkörkutatási, földfotózási, földmegfigyelési, orvosi és biológiai kutatási feladatok. A Vszpiska (magyar: felvillanás) kísérletben speciális szemüveggel vizsgálták a fényeffektusokat. A Roszt (magyar: növekedés) kísérletsorozatban mikroorganizmusok, Crepisz (pipacslevelű zörgőfű) növényi magvak és halikrák súlytalanságban történő növekedését vizsgálták. A békalencse nevű növény növekedést a repülés különböző időszakaiban, antibiotikus állapotból aktivizálták. Kukoricamagokat csíráztattak.
Szeptember 23-án belépett a légkörbe, a leszállás hagyományos módon – ejtőernyős leereszkedés – történt, Celinográd városától 150 kilométerre értek Földet.

## Személyzet
(zárójelben a repülések száma a Szojuz–22-vel együtt)
- Valerij Fjodorovics Bikovszkij (2) űrhajós parancsnok
- Vlagyimir Akszjonov (1) fedélzeti mérnök